# Garéfio
Garéfio, en grec moderne : Γαρέφειο, ou Garéfi (Γαρέφι), auparavant appelé Tsernévo (Τσερνέσοβο), jusqu'en 1922, est un village du district régional de Pella en Macédoine-Centrale, Grèce. En 2010, il est intégré au sein du dème d'Almopie.
Selon le recensement de 2011, la population du village s'élève à 663 habitants.